# Swietłana Wasiljewa
Swietłana Wasiljewa (ros. Светлана Михайловна Васильева; ur. 24 lipca 1992) – rosyjska lekkoatletka specjalizująca się w chodzie sportowym. 
Zdobyła brązowy medal w 2009 w chodzie na dystansie 5000 metrów podczas mistrzostw świata juniorów młodszych. W 2011 zdobyła wicemistrzostwo Europy juniorek w chodzie na 10 000 metrów. W 2013 zdobyła złoto młodzieżowych mistrzostw Europy w Tampere. Reprezentantka Rosji w zawodach pucharu świata oraz pucharze Europy w chodzie sportowym. 

## Osiągnięcia
| Rok  | Impreza                               | Miejsce              | Konkurencja              | Lokata     | Wynik    |
| ---- | ------------------------------------- | -------------------- | ------------------------ | ---------- | -------- |
| 2009 | Mistrzostwa świata juniorów młodszych | Tyrol Południowy     | chód na 5000 m           | 3. miejsce | 23:00,15 |
| 2010 | Puchar świata w chodzie sportowym     | Chihuahua            | chód na 10 km (juniorki) | 5. miejsce | 48:35    |
| 2011 | Puchar Europy w chodzie sportowym     | Olhão da Restauração | chód na 10 km (juniorki) | 2. miejsce | 44:02    |
| 2011 | Mistrzostwa Europy juniorów           | Tallinn              | chód na 10 000 m         | 2. miejsce | 44:52,98 |
| 2013 | Młodzieżowe mistrzostwa Europy        | Tampere              | chód na 20 km            | 1. miejsce | 1:30:07  |
| 2015 | Puchar Europy w chodzie sportowym     | Murcja               | chód na 20 km            | 3. miejsce | 1:26:31  |

## Rekordy życiowe
- Chód na 20 kilometrów – 1:28:30 (2012)